# Mareike Nieberding

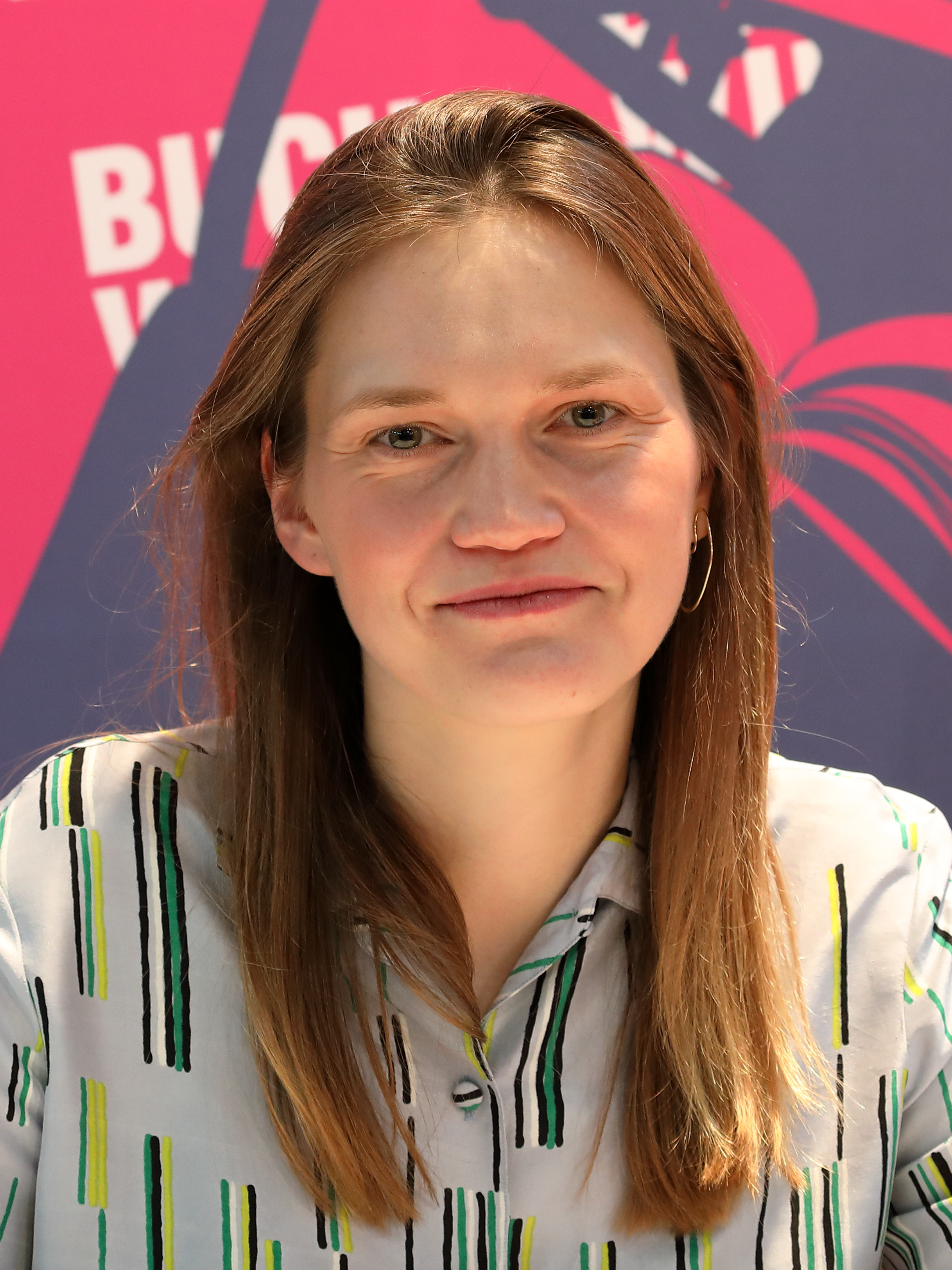
Mareike Nieberding (2019)

Mareike Nieberding (* 1987 in Steinfeld, Oldenburg) ist eine deutsche Journalistin und Autorin. Sie arbeitet als Redakteurin für das Süddeutsche Zeitung Magazin.

## Leben
Nach ihrem Abitur an der Liebfrauenschule Vechta im Jahr 2006 studierte sie in Berlin und Paris Deutsche Philologie und Publizistik. Anschließend wurde sie an der Deutschen Journalistenschule in München zur Redakteurin ausgebildet.
Seit dem Jahr 2011 schreibt Mareike Nieberding deutschsprachige Artikel für Die Zeit und das Zeitmagazin Online, für Neon, die Frankfurter Allgemeine Sonntagszeitung und den Spiegel. Sie erhielt verschiedene Stipendien, darunter das Arthur F. Burns Fellowship und ein Recherchestipendium des Süddeutsche Zeitung Magazins. Seit Februar 2018 ist sie Redakteurin des Süddeutsche Zeitung Magazins. Im gleichen Jahr veröffentlichte sie das Buch Ach, Papa über das Verhältnis zu ihrem Vater. 2019 erschien das Sachbuch Verwende deine Jugend. Ihre Texte wurden unter anderem mit dem Michael-Althen-Preis und dem Deutschen Sozialpreis ausgezeichnet.

## Politisches Engagement
2017 gründete Nieberding Demo, eine Jugendbewegung für Demokratie. Nach der Wahl Donald Trumps zum Präsidenten der USA habe sie sich entschlossen, selbst politisch aktiv zu werden. Um ein Zeichen zu setzen, habe sie die Bewegung zwei Tage nach Trumps Wahl auf Facebook gegründet. Nach der Bundestagswahl kündigte Nieberding an, „weiterhin in Schulen und anderen Bildungseinrichtungen Workshops“ anzubieten, um „das politische Selbstverständnis junger Menschen“ zu stärken.

## Auszeichnungen
- 2019: Georg-Schreiber-Medienpreis 2019 für Was Frauen krank macht, erschienen im SZ-Magazin[13]
- 2020: Courage-Preis des Journalistinnenbundes für aktuelle Berichterstattung für Was Frauen krank macht[14]
- 2020: Deutscher Sozialpreis der Bundesarbeitsgemeinschaft der Freien Wohlfahrtspflege für Was Frauen krank macht[15]
- 2020: Michael-Althen-Preis der Frankfurter Allgemeinen Zeitung für Flucht & Sühne, ein Porträt der französischen Schriftstellerin Alice Zeniter, erschienen im SZ-Magazin[16]
- 2020: DGIM-Medienpreis für Was Frauen krank macht[17]

## Werke
- Ach, Papa: Wie mein Vater und ich wieder zueinanderfanden. Suhrkamp Verlag, Berlin 2018, ISBN 978-3-518-46812-8.
- Verwende deine Jugend – Ein politischer Aufruf. Tropen Verlag, Stuttgart 2019, ISBN 978-3-608-50367-8.